# Symmachia leena
Symmachia leena is een vlindersoort uit de familie van de prachtvlinders (Riodinidae), onderfamilie Riodininae.
Symmachia leena werd in 1870 beschreven door Hewitson.